# Anthony Caminetti

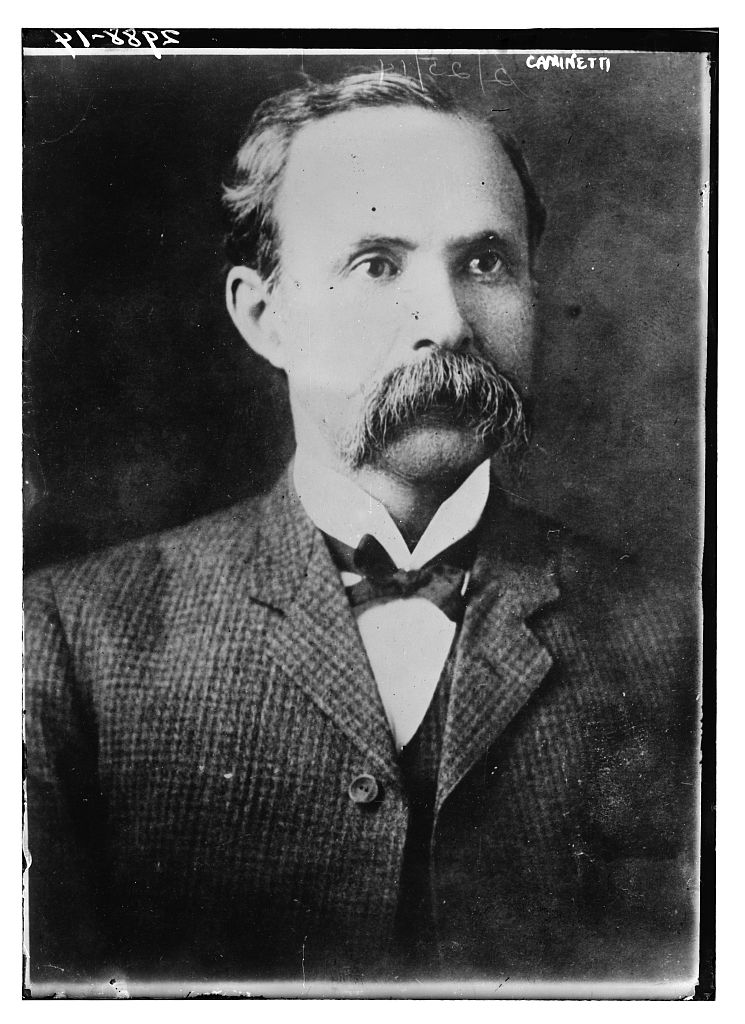
Anthony Caminetti

Anthony Caminetti (* 30. Juli 1854 in Jackson, Amador County, Kalifornien; † 17. November 1923 ebenda) war ein US-amerikanischer Politiker. Zwischen 1891 und 1895 vertrat er den Bundesstaat Kalifornien im US-Repräsentantenhaus.

## Werdegang
Anthony Caminetti besuchte die öffentlichen Schulen seiner Heimat und in San Francisco. Danach studierte er an der University of California in Berkeley. Nach einem anschließenden Jurastudium und seiner 1877 erfolgten Zulassung als Rechtsanwalt begann er in Jackson in diesem Beruf zu arbeiten. Zwischen 1878 und 1882 war er Bezirksstaatsanwalt im Amador County. Gleichzeitig schlug er als Mitglied der Demokratischen Partei eine politische Laufbahn ein. Zwischen 1883 und 1885 war er Abgeordneter in der California State Assembly; von 1885 bis 1887 gehörte er dem Staatssenat an.
Bei den Kongresswahlen des Jahres 1890 wurde Caminetti im zweiten Wahlbezirk von Kalifornien in das US-Repräsentantenhaus in Washington, D.C. gewählt, wo er am 4. März 1891 die Nachfolge von Marion Biggs antrat. Nach einer Wiederwahl konnte er bis zum 3. März 1895 zwei Legislaturperioden im Kongress absolvieren. 1894 wurde er nicht wiedergewählt. Im Juli 1896 war Caminetti Delegierter zur Democratic National Convention in Chicago, auf der William Jennings Bryan erstmals als Präsidentschaftskandidat nominiert wurde. Von 1896 bis 1900 saß er erneut als Abgeordneter in der State Assembly. Von 1897 bis 1899 fungierte er Staatsbeauftragter zur Gesetzreform (Code Commissioner). Danach gehörte er zwischen 1907 und 1913 noch einmal dem Staatssenat an.
Von 1913 bis 1921 arbeitete Caminetti für die Bundeseinwanderungsbehörde. Im Jahr 1917 wurde er nach dem Eintritt der Vereinigten Staaten in den Ersten Weltkrieg in die Kommission berufen, die sich mit der kriegsbedingten Industrieproduktion befasste. Nach dem Krieg reiste er nach Europa, um sich ein Bild von den dortigen Zuständen zu machen. Ansonsten praktizierte er in Jackson wieder als Anwalt. Dort ist er am 17. November 1923 auch verstorben.